# Železniční trať Trnava–Sereď
Železniční trať Trnava–Sereď (v jízdním řádě pro cestující označena pod číslem 133) je elektrifikovaná jednokolejná železniční trať na Slovensku, která spojuje Trnavu a Sereď. Patří k trati 133 (Galanta–Leopoldov), jejíž hlavní úsek je propojen s tratí 120 (Bratislava–Žilina).

## Historie
Železniční spojení Trnavy a Seredě bylo postavené už roku 1846 jako součást koněspřežné dráhy Bratislava – Trnava – Sereď. Po změně na parní trakci byla trať přestavěna a od 1. září 1876 dána do provozu.
Úsek byl elektrifikovaný v roce 1981.

## Stanice na trati
- Trnava – křižovatka s tratí 116 a 120
- Križovany na Dudváhom
- Sereď – křižovatka s tratí 133